# سی‌دبلیوای‌اس‌ئی جی۱۲۴۹+۳۶۲۱
سی‌دبلیوای‌اس‌ئی جی۱۲۴۹+۳۶۲۱ (انگلیسی: CWISE J1249+3621) یا (CWISE J124909.08+362116.0) یک ستاره پر سرعت با جرم پایین است که در فاصله ۴۰۸ سال نوری در صورت فلکی تازی‌ها (عصای وناتیسی) قرار دارد. این ستاره که دارای نوع طیفی L است یا یک کوتوله سرخ کم جرم یا یک کوتوله قهوه‌ای با جرم بالا است. سرعت آن ۲۷±۴۵۶ کیلومتر بر ثانیه در چارچوب استراحت کهکشانی، نزدیک به سرعت فرار محلی کهکشان راه شیری است.